# Arnaldo Carli
Pour les articles homonymes, voir Carli.
Arnaldo Carli (né le 30 juillet 1901 à Milan et mort le 14 septembre 1972 à Corsico) est un coureur cycliste italien. Lors des Jeux olympiques de 1920 à Anvers, il a remporté la médaille d'or de la poursuite par équipes avec Ruggero Ferrario, Franco Giorgetti et Primo Magnani.

## Palmarès
- 1920
  -  Champion olympique de poursuite par équipes (avec Ruggero Ferrario, Franco Giorgetti et Primo Magnani)